# Бистра (притока Белої)
Бистра (словац. Bystrá) — річка в Словаччині, права притока Белої, протікає в окрузі Ліптовський Мікулаш.
Довжина приблизно 7,0—7,5 км. Витік знаходиться в масиві Західні Татри (частина Ліптовські Татри) на висоті близько 1810 метрів. Протікає територією села Прібиліна (частина Грдово)..
Впадає в Белу на висоті 855—860 метрів.